# Давіде Ланцафаме
Давіде Ланцафаме (італ. Davide Lanzafame, нар. 9 лютого 1987, Турин) — італійський футболіст, півзахисник, нападник клубу «Гонвед».
Виступав, зокрема, за клуби «Ювентус» та «Перуджа», а також молодіжну збірну Італії.

## Клубна кар'єра
Народився 9 лютого 1987 року в місті Турин. Батько був родом із Катанії, а мати — з П'ємонта. Розпочав займатись футболом у аматорській команді «Барканова», в якій його батько працював тренером. 1993 року старший брат Джованні переконав Давіде прийти на перегляд у «Торіно», який закінчився невдало, натомість наступний перегляд у «Ювентусі» закінчився переходом молодого Давіде до структури «старої синьйори», де провів наступні чотирнадцять років. З юнацькими командами різних вікових категорій він вигравав Національний чемпіонат Данте Берретті, Чемпіонат Прімавера, а також Молодіжний Кубок та Суперкубок Італії та турнір Віареджо, на якому він став найкращим бомбардиром команди.
Він дебютував у першій команді 3 червня 2007 року у матчі проти «Барі» у передостанньому турі Серії B сезону 2006/07. ЦЙей матч залишився єдиним для гравця в тому сезоні, за результатами якого туринці зайняли перше місце і повернулись у Серію А. Втім Ланцафаме наступний сезон розпочав знову у другому дивізіоні, перейшовши на правах оренди саме у «Барі». На початку квітня 2008 року тренер «Барі» Антоніо Конте в інтерв'ю Gazzetta dello Sport порівняв потенціал Давіда е Кріштіану Роналду: «Ланцафаме добре підготовлений тактично. Він дуже вибуховий, націлений на ворота і має відмінну швидкість. Якщо він буде наполегливо тренуватися, то може стати другим Кріштіану Роналду». Під час свого перебування в «Барі», Давіде забив 10 голів у 37 матчах в Серії Б сезону 2007/08.
1 липня 2008 року Ланцафаме був включений в угоду з придбання форварда Амаурі. «Ювентус» продав половину прав на Давіде і відправив його в «Палермо» разом з Антоніо Ночеріно. Після невдалої першої половини сезону в «Палермо» (гравець часто не проходив до складу) «бьянконері», намагаючись зберегти гравця в Серії А, віддали його знову в оренду в «Барі», у складі якого вдруге за кар'єру став переможцем Серії В.
Сезон 2009/10, за спільним рішенням «Палермо» і «Ювентуса», Ланцафаме провів в «Пармі». 9 травня 2010 року, він забив «Ювентусу» 2 голи і приніс перемогу «Пармі». 25 червня 2010 року «Палермо» і «Ювентус» продовжили договір про спільну власність ще на один рік з передачею гравця в розпорядження Старої Синьйори на сезон 2010/11. Втім і цього разу закріпитись у рідній команді не зумів, через що 4 січня 2011 року перейшов в «Брешію» на правах оренди строком до 30 червня 2011 року.
25 червня 2011 року було оголошено, що «Ювентус» поступився 50 % прав на гравця клубу «Палермо». Не входячи в плани «Палермо», Ланцафаме ще до закриття трансферного вікна перейшов у «Катанію», будучи частиною угоди по переходу Матіаса Сільвестре в зворотньому напрямку. Втім, у новій команді Давіде основним не був, зігравши за сезон 2011/12 лише 11 матчів у Серії А.
9 вересня 2012 року був відданий в оренду в клуб Серії В «Гроссето». У команді Ланцафаме відразу став основним, забивши в 16 матчах до кінця матчу 2 голи в лізі в першій половині сезону 2012/13. В січні 2013 року був відданий в оренду угорському «Гонведу», де грав під керівництвом тренера-співітчизника Марко Россі. Коли «Гонвед» дізнався, що Ланцафаме звинувачували в участі у договірних матчах під час виступів за в «Барі», угорська команда достроково розірвала орендну угоду на місяць раніше. До того моменту Ланцафаме забив 5 голів у чемпіонату у 10 матчах, перш ніж повернувся на Сицилію. Повернувшись до «Катанії», доля Ланцафаме була визначена 5 липня 2013 року. Прокурор Стефано Палацці звернувся з проханням про дискваліфікацію на чотири роки, однак в підсумку Давіде отримав відсторонення на 16 місяців і € 40 000 штрафу. Не тренувавшись з клубом, він займався зі спортивним тренером самостійно, а також з аматорською командою. 8 жовтня він покинув «Катанію», взаємно припинивши контракт, який зв'язував його з клубом.
12 серпня 2014 року підписав контракт з клубом Серії B «Перуджею» і у листопаді, після закінчення терміну дискваліфікації, він дебютував за клуб, ставши відразу основним гравцем. У січні 2016 року став гравцем «Новари» і захищав кольори клубу до кінця сезону.
Влітку 2016 року Ланцафаме повернувся в «Гонвед», з яким у першому ж сезоні виграв чемпіонат Угорщини, а у другому з 17 голами став найкращим бомбардиром чемпіонату, а також був визнаний найкращим гравцем турніру. Станом на 5 червня 2018 року відіграв за клуб з Будапешта 57 матчів в національному чемпіонаті.

## Виступи за збірні
З 2007 року залучався до складу молодіжної збірної Італії. У 2008 році П'єрлуїджі Казірагі викликав гравця на Турнір в Тулоні, де Давіде забив гол у ворота Туреччини (2:1) і став з командою переможцем турніру. Того ж року був включений в резервну заявку олімпійської збірної Італії на літню олімпіаду в Пекіні. У складі цієї команди провів 4 матчі, забив 1 гол, але на сам турнір не поїхав.

## Статистика виступів

### Статистика клубних виступів
Станом на 5 червня 2018 року
| Сезон               | Команда             | Чемпіонат           | Чемпіонат | Чемпіонат | Національний кубок | Національний кубок | Національний кубок | Континентальні кубки | Континентальні кубки | Континентальні кубки | Інші змагання | Інші змагання | Інші змагання | Усього | Усього |
| Сезон               | Команда             | Ліга                | Ігор      | Голів     | Ліга               | Ігор               | Голів              | Ліга                 | Ігор                 | Голів                | Ліга          | Ігор          | Голів         | Ігор   | Голів  |
| ------------------- | ------------------- | ------------------- | --------- | --------- | ------------------ | ------------------ | ------------------ | -------------------- | -------------------- | -------------------- | ------------- | ------------- | ------------- | ------ | ------ |
| 2006–07             | «Ювентус»           | B                   | 1         | 0         | КІ                 | 0                  | 0                  | -                    | -                    | -                    | -             | -             | -             | 1      | 0      |
| 2007–08             | «Барі»              | B                   | 37        | 10        | КІ                 | 1                  | 1                  | -                    | -                    | -                    | -             | -             | -             | 38     | 11     |
| 2008-09             | «Палермо»           | A                   | 9         | 0         | КІ                 | 1                  | 0                  | -                    | -                    | -                    | -             | -             | -             | 10     | 0      |
| 2008–09             | «Барі»              | B                   | 18        | 2         | -                  | -                  | -                  | -                    | -                    | -                    | -             | -             | -             | 18     | 2      |
| Усього за «Барі»    | Усього за «Барі»    | Усього за «Барі»    | 55        | 12        |                    | 1                  | 1                  |                      | -                    | -                    |               | -             | -             | 56     | 13     |
| 2009–10             | «Парма»             | A                   | 27        | 7         | КІ                 | 1                  | 0                  | -                    | -                    | -                    | -             | -             | -             | 28     | 7      |
| 2010–11             | «Ювентус»           | A                   | 3         | 0         | КІ                 | 0                  | 0                  | ЛЄ                   | 6                    | 0                    | -             | -             | -             | 9      | 0      |
| Усього за «Ювентус» | Усього за «Ювентус» | Усього за «Ювентус» | 4         | 0         |                    | 0                  | 0                  |                      | 6                    | 0                    |               | -             | -             | 10     | 0      |
| 2010–11             | «Брешія»            | A                   | 13        | 0         | КІ                 | -                  | -                  | -                    | -                    | -                    | -             | -             | -             | 13     | 0      |
| 2011–12             | «Катанія»           | A                   | 11        | 1         | КІ                 | 2                  | 1                  | -                    | -                    | -                    | -             | -             | -             | 13     | 2      |
| 2012–13             | «Гроссето»          | B                   | 16        | 2         | КІ                 | -                  | -                  | -                    | -                    | -                    | -             | -             | -             | 16     | 2      |
| 2012–13             | «Гонвед»            | НБІ                 | 10        | 5         | КУ+КЛ              | 2+2                | 0+1                | ЛЄ                   | -                    | -                    | -             | -             | -             | 14     | 6      |
| 2013–14             | «Катанія»           | A                   | 0         | 0         | КІ                 | 0                  | 0                  | -                    | -                    | -                    | -             | -             | -             | 0      | 0      |
| Усього за «Катанія» | Усього за «Катанія» | Усього за «Катанія» | 11        | 1         |                    | 2                  | 1                  |                      | -                    | -                    |               | -             | -             | 13     | 1      |
| 2014–15             | «Перуджа»           | B                   | 23+1      | 1         | КІ                 | 1                  | 0                  | -                    | -                    | -                    | -             | -             | -             | 25     | 1      |
| 2015–16             | «Перуджа»           | B                   | 17        | 0         | КІ                 | 2                  | 1                  | -                    | -                    | -                    | -             | -             | -             | 19     | 1      |
| Усього за «Перуджу» | Усього за «Перуджу» | Усього за «Перуджу» | 40+1      | 1         |                    | 3                  | 1                  |                      | -                    | -                    |               | -             | -             | 44     | 2      |
| 2015–16             | «Новара»            | B                   | 13+3      | 0+1       | КІ                 | -                  | -                  | -                    | -                    | -                    | -             | -             | -             | 16     | 1      |
| 2016–17             | «Гонвед»            | НБІ                 | 25        | 11        | КУ                 | 2                  | 1                  |                      | -                    | -                    | -             | -             | -             | 27     | 12     |
| 2017–18             | «Гонвед»            | НБІ                 | 32        | 18        | КУ                 | 7                  | 2                  | ЛЧ                   | 2                    | 2                    | -             | -             | -             | 41     | 22     |
| Усього за «Гонвед»  | Усього за «Гонвед»  | Усього за «Гонвед»  | 67        | 34        |                    | 13                 | 4                  |                      | 2                    | 2                    |               | -             | -             | 82     | 40     |
| Усього за кар'єру   | Усього за кар'єру   | Усього за кар'єру   | 255+4     | 57+1      |                    | 21                 | 7                  |                      | 8                    | 2                    |               | -             | -             | 288    | 67     |

## Титули і досягнення

### Командні
- Чемпіон Угорщини (2):

«Гонвед»: 2016–17
«Ференцварош»:  2018–19
- Володар Кубка Угорщини (1):

«Гонвед»: 2019–20
- Переможець італійської Серії В (2):

«Ювентус»: 2006–07
«Барі»: 2008–09

### Особисті
- Найкращий бомбардир чемпіонату Угорщини: 2017–2018 (18 голів)[14], 2018–2019 (16 голів)
- Найкращий гравець чемпіонату Угорщини: 2017–2018[15]